# Utah Golden Spikers
O Utah Golden Spikers foi um clube americano de futebol com sede em Salt Lake City, Utah, que era membro da American Soccer League. 

## História
O time, após ser expulso da liga por não pagamento de suas obrigações financeiras, se tornou o Utah Pioneers, uma nova franquia com novos proprietários, durante o final de sua única temporada. Eles foram treinados pelo ex-jogador do Olympiakos da Grécia, Nick Kambolis .
Depois de desafiar o eventual campeão do ASL Los Angeles Skyhawks pelo título da Divisão Oeste durante a maior parte da temporada de 1976, Utah terminou em terceiro. Eles perderam nas quartas de final do playoff para o Tacoma Tides por um placar de 2–1.